# زربیل (کلیبر)
زربیل یکی از روستاهای استان آذربایجان شرقی است که در دهستان آبش‌احمد بخش آبش‌احمد شهرستان کلیبر واقع شده‌است.